# デビッド・リー (物理学者)
デビッド・モリス・リー（David Morris Lee,1931年1月20日 – ）は、極低温のヘリウム3の超流動性の発見によって1996年度のノーベル物理学賞を受賞した物理学者である。

## 人生
リーはニューヨーク州ライに生まれた。両親はイングランドとリトアニアからの移民のユダヤ人だった。彼は1952年にハーバード大学を卒業し、アメリカ陸軍に所属した。コネティカット大学で修士号を取得し、1955年にイェール大学大学院の博士課程に入学してヘンリー・フェアバンクに師事した。イェールを卒業するとコーネル大学の教授となり、2009年11月16日にコーネル大学からテキサスA&M大学に移籍した。既婚で二人の息子がいる。

## 研究
1972年、彼はコーネル大学教授のロバート・リチャードソンと、大学院生だったダグラス・D・オシェロフとの共著の、ヘリウム3の超流動に関する論文を発表した。彼はまた、ジャック・フリードとともに水素原子の角スピン波も発見した。彼の研究グループは、現在不純なヘリウム固体に関する研究を行っている。
彼は、ヘリウム3の超流動の発見の業績によって、ロバート・リチャードソン、ダグラス・オシェロフとともに、1976年にイギリス物理学会からサイモン記念賞を授与され、アメリカ物理学会からオリバー・バークレイ賞を授与されている。3人は1996年度のノーベル物理学賞を受賞した。
リーは全米科学アカデミー及びアメリカ芸術科学アカデミーの会員である。